# August Mertens
Heinrich Friedrich August Mertens (* 3. Januar 1864 in Gardelegen; † 1. Januar 1931 in Magdeburg) war ein deutscher Lehrer, Naturschützer und Museumsleiter. Ab 1906 war er Direktor des Museums für Natur- und Heimatkunde in Magdeburg, das er zur deutschen Zentralstelle für Biberforschung ausbaute.

## Leben
Nach dem Besuch der Höheren Bürgerschule in seiner Geburtsstadt Gardelegen ging August Mertens an die Realschule erster Ordnung nach Magdeburg. Anschließend studierte er von 1882 bis 1886 an der Friedrich-Wilhelms-Universität Berlin Naturwissenschaften und Mathematik. Er erhielt die Lehrbefähigung für die Fächer Zoologie, Botanik, Mineralogie, Chemie, Mathematik und Erdkunde.
1888 kehrte er in die Hauptstadt der preußischen Provinz Sachsen nach Magdeburg zurück, wo er an verschiedenen Schulen als Hilfslehrer, Lehrer und Oberlehrer wirkte. Am 2. Juni 1891 promovierte er an der Martin-Luther-Universität Halle-Wittenberg mit der Dissertation Die südliche Altmark zum Dr. phil. Im Jahre 1900 wurde August Mertens Vorsteher der Sammlungen des Naturwissenschaftlichen Vereins Magdeburg. Als diese umfangreiche Sammlung 1906 der Stadt Magdeburg übergeben wurde, erfolgte am 1. Oktober 1898 die Ernennung von August Mertens zum Museumsdirektor. Zwei Jahre später wurde er außerdem Provinzialkommissar für Naturdenkmalpflege der Provinz Sachsen. Diese Funktion übte er bis zu seinem Tode 1931 aus, wobei aufgrund seiner Krankheit die Geschäfte in den letzten Jahren ab 1929 von seinem Stellvertreter Albert Krüger wahrgenommen wurden.
Er trug den Professoren-Titel, der ihm bei der Amtsübernahme als Museumsdirektor im Jahre 1906 verliehen wurde.
August Mertens wurde am 20. Juli 1908 Mitglied der Leopoldina.

## Werke (Auswahl)
Wichtige Ergebnisse der Forschungen von August Mertens über Naturschutzarbeit im Raum Magdeburg und die Provinz Sachsen sind in zahlreichen Aufsätzen dokumentiert.